# Weissenhofsiedlung

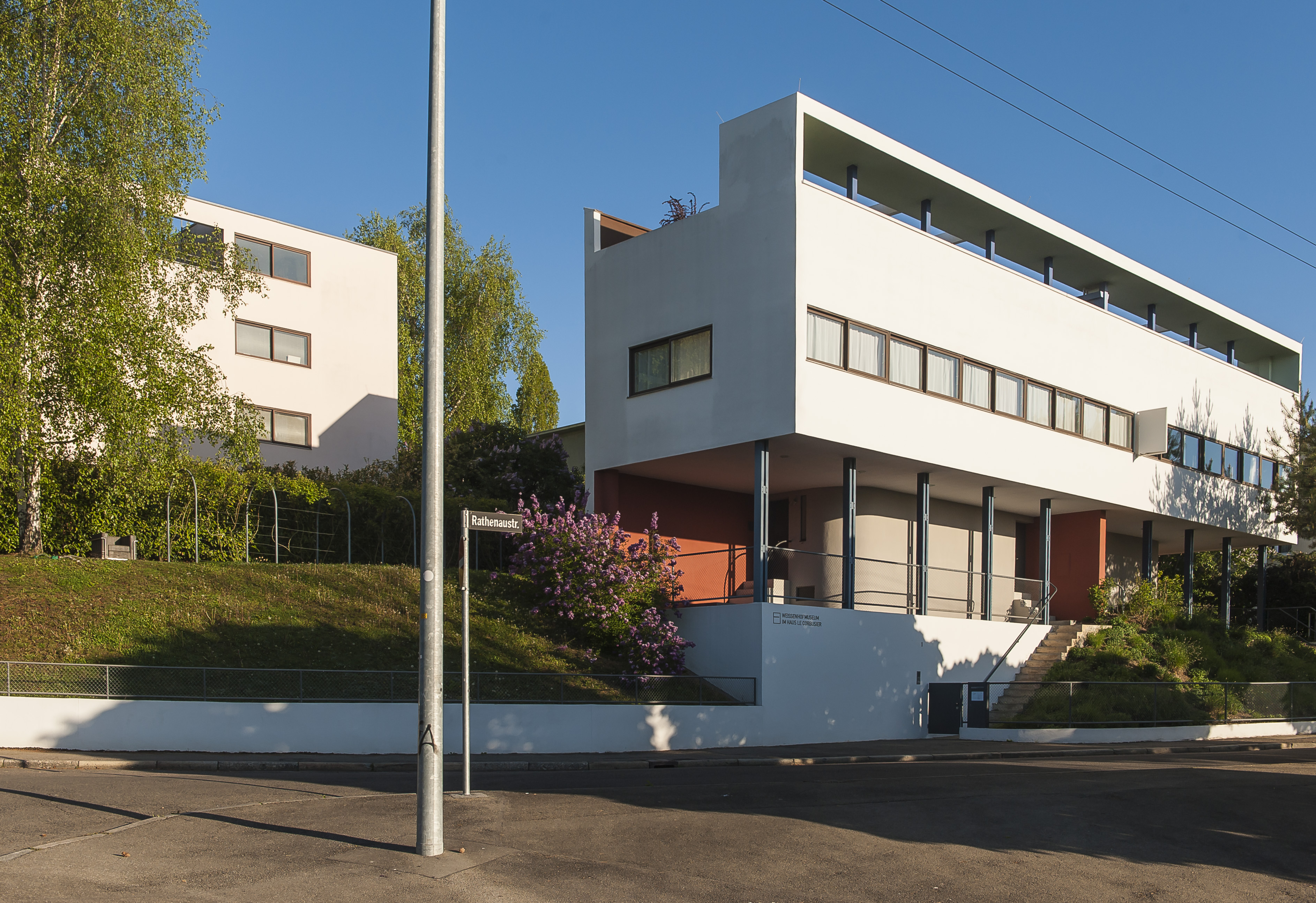
Contribuição de Le Corbusier para a Weissenhofsiedlung.

A Weissenhofsiedlung de Stuttgart foi uma exposição de arquitetura moderna realizada por encomenda do Deutscher Werkbund, que sob comando de Mies van der Rohe, promoveu a realização de uma trintena de atuações singulares (basicamente habitações unifamiliares, mas também blocos e habitações geminadas ou em fileira numa área da então periferia de Stuttgart, em 1927.
A lista inicial de arquitetos foi modificada, pois após várias discrepâncias, Hugo Häring (que até então compartia estudo com Mies) recusou a sua participação. Também a deixaram os inicialmente incluídos Heinrich Tessenow e Erich Mendelsohn. Finalmente, Bruno Taut, Hans Poelzig e Hans Scharoun foram incorporados como substitutos.
Os participantes definitivos foram: Peter Behrens, Victor Bourgeois, Le Corbusier & Pierre Jeanneret, Richard Döcker, Josef Frank, Walter Gropius, Ludwig Hilberseimer, J. J. P. Oud, Hans Poelzig, Adolf Rading, Hans Scharoun, A. G. Schneck, Mart Stam, Bruno Taut, Max Taut e Ferdinand Kramer. Quase todos eram alemães, com as exceções de Bourgeois (Bélgica), Le Corbusier (Suíça), Frank (Áustria) e Oud (Holanda). Assim mesmo, quase todos eram membros do grupo Der Ring.
A Weissenhofsiedlung (ou Weissenhof Siedlung) de Stuttgart teve uma extraordinária importância no estabelecimento do cânone moderno, e assim a recolheram posteriormente na posterior exposição de Philip Johnson e Henry Russell Hitchcock na sua exposição Modern Architeture: International exhibition (MOMA, 1932) e a simultânea publicação The International Style: Architecture since 1922. Posteriormente, a imagem da sua arquitetura branca foi usada num cartaz propagandístico nazista, que a apresentava como um povoado árabe.

## Arquitetos participantes

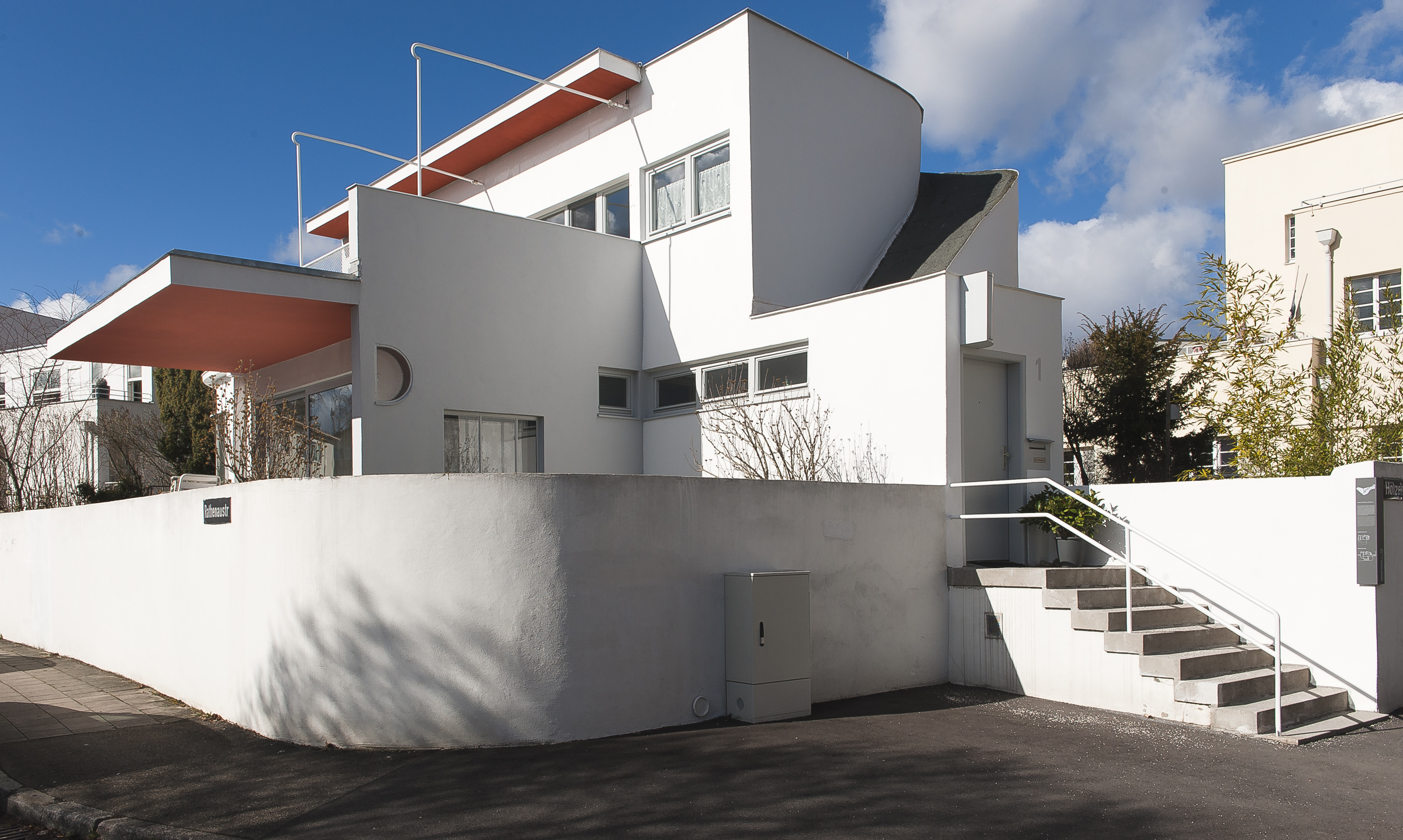
Residência Scharoun, Weissenhof

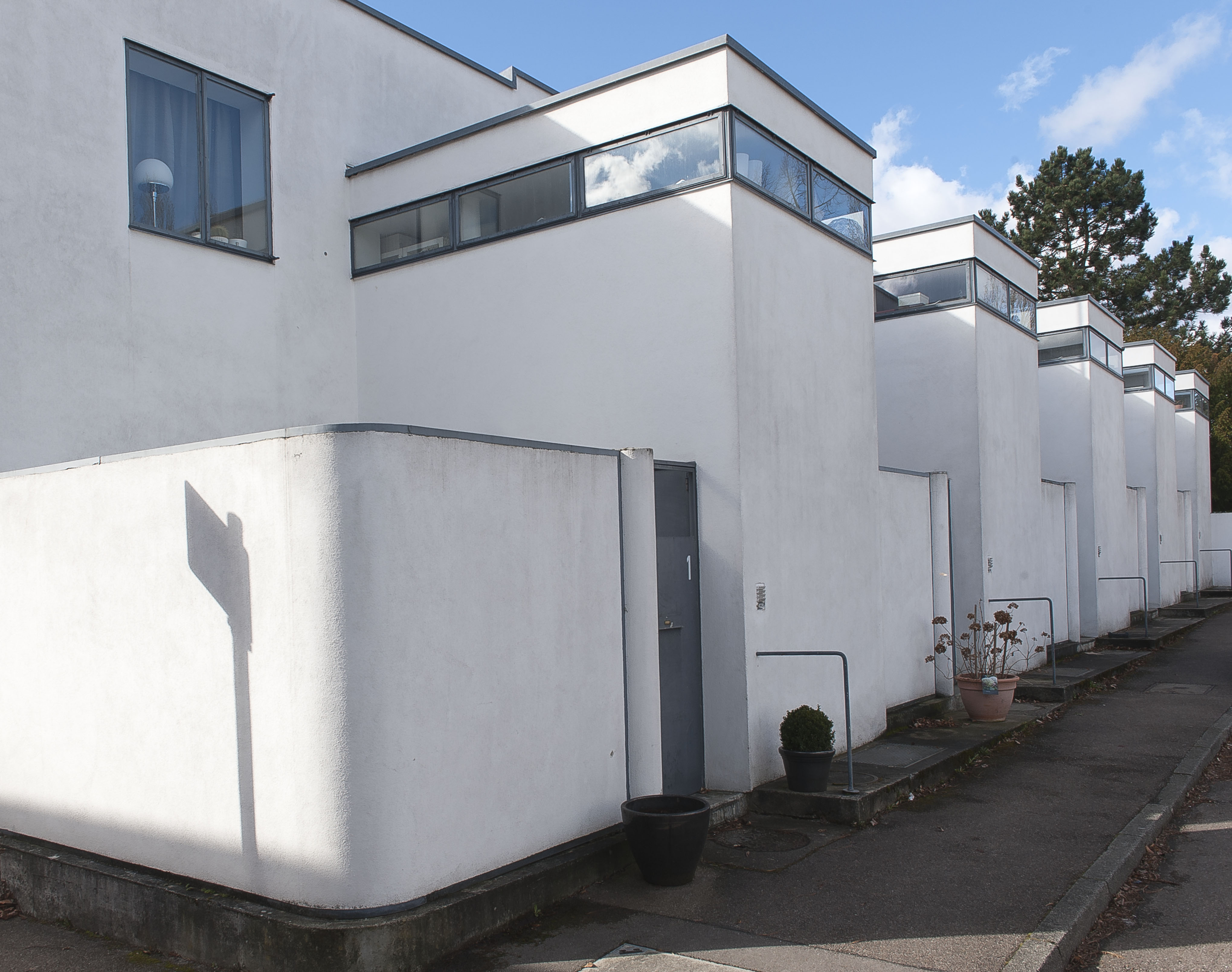
Casas encostadas de J. J. P. Oude

- Peter Behrens
- Victor Bourgeois
- Le Corbusier e Pierre Jeanneret
- Richard Döcker
- Josef Frank
- Walter Gropius
- Ludwig Hilberseimer
- Ludwig Mies van der Rohe
- Jacobus Johannes Pieter Oud
- Hans Poelzig
- Adolf Rading
- Hans Scharoun
- Adolf Gustav Schneck
- Mart Stam
- Bruno Taut
- Max Taut